# Alisar Ailabouni

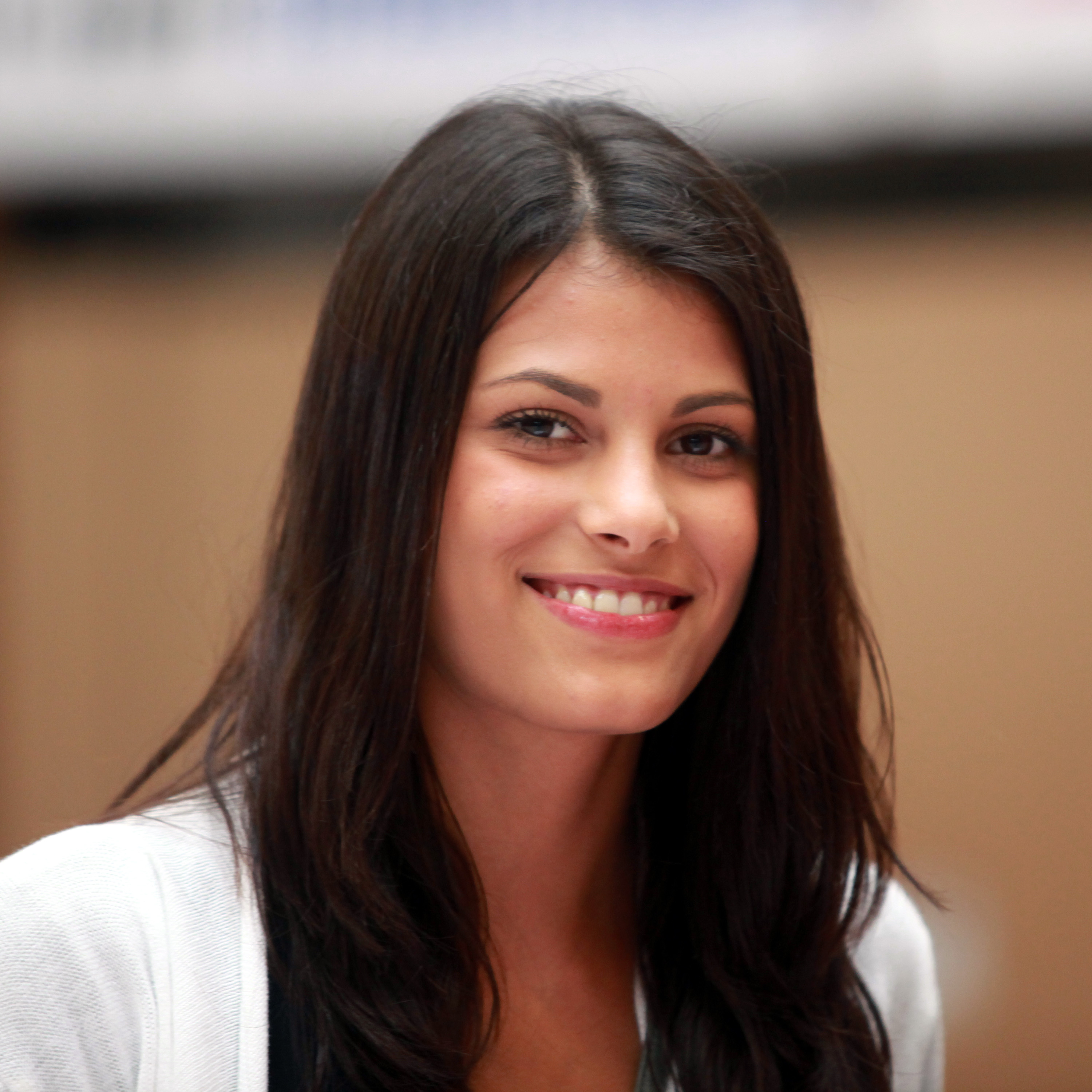
Alisar Ailabouni am 14. August 2010 beim Schlecker Cup in Ehingen (Donau)

Alisar Ailabouni (* 21. März 1989 in Damaskus, Syrien) ist ein österreichisches Fotomodell syrischer Abstammung aus Mattighofen. Sie gewann 2010 die fünfte Staffel der Castingshow Germany’s Next Topmodel.

## Leben
Alisar Ailabouni ist gebürtige Syrerin. Als sie sieben Monate alt war, übersiedelten ihre Eltern nach Österreich. Sie wuchs in Amstetten und Schörfling am Attersee auf, wo sie auch die Hauptschule besuchte. Ailabouni spielte Basketball und gelangte bis in die österreichische U-16-Nationalmannschaft. Nach der Hauptschule begann sie eine Ausbildung an der Höheren Lehranstalt für wirtschaftliche Berufe in Bad Ischl. Später arbeitete sie als Verkäuferin. Anfang 2010 bewarb sich Ailabouni für das offene Casting der Fernsehsendung Germany’s Next Topmodel in Köln, an dem über 2000 Bewerberinnen teilnahmen. Bis dahin verfügte sie über keine Modelerfahrung.
Im Finale der fünften Staffel, das am 10. Juni 2010 in der Kölner Lanxess Arena als Liveshow vor fast 15.000 Gästen stattfand, kürte die Jury die favorisierte Ailabouni zur Siegerin der Castingshow. Sie ist die erste Gewinnerin von Germany’s Next Topmodel, die nicht aus Deutschland stammt, und nach Sara Nuru die zweite Siegerin mit Migrationshintergrund. Sie konnte während der Teilnahme unter anderem für Sony Ericsson und Ella Singh arbeiten. Die Österreicherin war durch ihren Sieg auf dem Cover der Juli-Ausgabe der deutschsprachigen Cosmopolitan zu sehen und erschien in Werbekampagnen von C&A, Gillette und Maybelline.
Den Vertrag mit ONEeins, der die Teilnehmerinnen von Germany’s Next Topmodel vermarktenden Agentur, beendete sie vorzeitig und wechselte zu Eskimo Models, City Models in Paris, Elite Models in Mailand, Elite Models in London, PARS Management Deutschland und Mc2 Models in New York. Bereits kurz nach ihrem Sieg war Ailabouni nach München umgezogen. Im September 2011 lief sie auf der London Fashion Week. 2012 wurde sie von 17 verschiedenen Modelabels für die New York Fashion Week gebucht.
2014 war Ailabouni am Sieg bei einer anderen Show von Heidi Klum beteiligt. Sie modelte für den Gewinner der 13. Staffel von Project Runway.